# Boy Culture – Sex Pays. Love costs
Boy Culture – Sex Pays. Love costs (Originaltitel: Boy Culture) ist ein US-amerikanischer Erotikfilm aus dem Jahr 2006 von Q. Allan Brocka. Gemeinsam mit Philip Pierce war er für das Drehbuch zuständig. Es handelt sich um die Verfilmung des gleichnamigen Romans von Matthew Rettenmund.

## Handlung
X arbeitet als Callboy in Seattle. Über die Jahre hat er sich einen Ruf als Edel-Callboy gemacht. Durch seinen Beruf hat er sehr viel Geld, um sich einen exquisiten Lifestyle erlauben zu können. Er leidet etwas unter Größenwahn und hat niemals mehr als zwölf Kunden, die er stets seine Jünger nennt. Er wohnt in einer Loftwohnung, die er sich mit dem eben erst volljährig gewordenen Joey und Andrew teilt.
Joey, der leicht explosiv ist, versucht beinahe täglich X zu verführen. Dieser hat aber nur Augen für Andrew, der sich seinen Lebensunterhalt durch gelegentliche Prostitution verdient. Allerdings verbindet X Sex nur mit seiner Arbeit. Ein weiterer Mann in X Leben ist Gregory, ein äußerst zurückgezogen lebender Kunde. Er gilt als Gentleman und Connaisseur der alten Schule. Er erkennt in X sich selbst in jüngeren Jahren.
Anstelle seiner anderen Kunden, verzichtet Gregory anfänglich auf Sex und erzählt X seine Lebensgeschichten aus über 50 Jahren Lebenserfahrung. Dadurch entstehen in X nach einer Zeit Gefühle für den älteren Mann, und er kann nicht länger Privates und Beruf trennen. 

## Hintergrund

### Produktion
Boy Culture – Sex Pays. Love costs basiert auf dem Roman Boy Culture von Matthew Rettenmund aus dem Jahr 1995. Im Gegensatz zur literarischen Vorlage ist der Handlungsort nicht Chicago, sondern Seattle. Auch weicht die Darstellung des Andrew zwischen Roman und Verfilmung in einigen Merkmalen, einschließlich seiner ethnischen Zugehörigkeit, voneinander ab.
2017 wurde eine Kickstarter-Kampagne gestartet, um Boy Culture: The Series, ein Sequel zum Film, realisieren zu können. Mitte 2021 wurde der Serienstart für Ende des Jahres angekündigt.

### Veröffentlichung
Der Film feierte seine Weltpremiere im Vereinigten Königreich am 1. April 2006 auf dem London Lesbian and Gay Film Festival. Die Uraufführung in den USA erfolgte am 26. April 2006 auf dem Tribeca Film Festival.
Am 12. April 2006 fand der Film seinen Weg in die deutschen Kinos. Am 29. August 2007 startete der Videoverleih für den Film in Deutschland.

## Rezeption
„Eine aus dem Off kommentierte Geschichte, die trotz parodistisch-selbstreflexiver Momente im Umgang mit den schwulen Hauptfiguren schließlich ihren eigene Klischees erliegt und zugunsten einer wenig originellen Romanze ihren komödiantischen Biss verschenkt.“

„[...] Das klingt nach einer Triebstau-Schmonzette, ist aber – auch wenn das schmucke Trio ausgiebig ‚oben ohne‘ agiert – eine scharfsinnige Studie männlicher Begierden und Ängste über Rassen- und Altersgrenzen hinweg.“

„Basierend auf dem vielfach preisgekrönten Roman von Matthew Rettenmund, stellt sich ‚Boy Culture‘ den Irrungen und Wirrungen eines jungen Schwulen, der wenig ausgelassen hat und neben aller Abgeklärtheit erkennen muss, dass die Welt Kopf steht, wenn echte Gefühle ins Spiel kommen. Eine freche Sittenkomödie, geistreich, witzig und mit scharfsinniger Stimme erzählt.“

Maitland McDonagh von TV Guide schrieb: „Kluger als man denkt und nicht halb so dumm, wie es aussieht.“ Jeannette Catsoulis von der The New York Times schrieb: „Ein glattes und fesselndes Drama.“ Ronnie Scheib von Variety schrieb: „Eine starke Besetzung, ein formaler visueller Stil und ein zynischer Voice-Over, der die Action vorantreibt, helfen dabei, dieses in Seattle angesiedelte, schwule Toben aus den Reihen der Stereotypen herauszuheben.“
Auf Rotten Tomatoes hat der Film bei über 2.500 Bewertungen eine Wertung von guten 70 %. In der Internet Movie Database kann der Film bei über 5.600 Stimmenabgaben eine Wertung von 6,8 von insgesamt 10 Sternen vorweisen.